# Claud Hamilton, 1. Lord Paisley
Claud Hamilton, 1. Lord Paisley (* um Juni 1546; † vor 3. Mai 1621) war ein schottischer Adliger.

## Leben
Er war ein jüngerer Sohn des James Hamilton, 2. Earl of Arran und der Lady Margaret Douglas, Tochter des James Douglas, 3. Earl of Morton. Er wurde am 9. Juni 1546 in Edinburgh Castle getauft.
1553 hatte er das Amt des Komturs der Abtei von Paisley in Renfrewshire inne. Von April 1560 bis Februar 1562 war er eine der adligen Geiseln, die im Rahmen des Vertrags von Berwick zur Absetzung der schottischen Regentin Marie de Guise nach England geschickt wurden.
1568 half er Königin Maria auf ihrer Flucht aus Loch Leven Castle, befehligte deren Vorhut bei der Niederlage in der Schlacht bei Langside und floh anschließend mit der Königin nach England. Am 19. August 1568 wurden ihm dafür geächtet und seine Ländereien eingezogen. Ihm wurde auch eine Beteiligung an den Ermordungen der schottischen Regenten Moray 1570 und Lennox 1571 nachgesagt. Am 23. Februar 1573 wurde er rehabilitiert und erhielt seine Ländereien zurück.
Am 10. November 1579 wurden er und sein Bruder John erneut geächtet und seine Ländereien eingezogen. Beide flohen zunächst ins Exil nach England, Claud bald weiter nach Frankreich. Am 10. Dezember 1585 wurde er erneut rehabilitiert, erhielt seine Ländereien zurück, und wurde in den schottischen Kronrat (Privy Council) aufgenommen.
Am 29. Juli 1587 wurde ihm der erbliche Adelstitel Lord Paisley verliehen. Er strebte einen Ausgleich zwischen König Jakob VI. und dessen Mutter, Königin Maria, an. Weil er zugunsten Marias mit König Philipp II. von Spanien korrespondierte wurde er wegen Verschwörung von März bis August 1589 in Edinburgh Castle eingesperrt. Ab 1590 litt er zunehmend unter einer Geisteskrankheit, weshalb er sich aus der Öffentlichkeit zurückzog. Er starb schließlich 1621.

## Ehe und Nachkommen
Am 1. August 1574 hatte er in Niddry Castle Margaret Seton, Tochter des George Seton, 5. Lord Seton, geheiratet. Mit ihr hatte er neun Kinder:
- James Hamilton, 1. Earl of Abercorn (1575–1618)
- Sir John Hamilton (um 1576–vor 1604)
- Sir Claud Hamilton († 1614)
- Sir George Hamilton (um 1577–vor 1657)
- Margaret Hamilton (1577–1577)
- Sir Frederick Hamilton († 1646)
- Hon. Margaret Hamilton (um 1585–1623)
- Henry Hamilton (1585–1585)
- Alexander Hamilton (1587–1587)

Sein ältester Sohn James wurde 1603 zum Lord Abercorn und 1606 zum Earl of Abercorn erhoben. Da dieser bereits 1618 starb, fiel der Titel des Lord Paisley bei Clauds Tod an dessen Sohn, James Hamilton, 2. Earl of Abercorn.